# Johann Zarco
Johann Zarco (Cannes, 16 luglio 1990) è un pilota motociclistico francese, due volte campione del mondo della Moto2, nel 2015 e nel 2016.

## Carriera

### Gli inizi
Nel 2007 si aggiudica la Red Bull Rookies Cup, vincendo quattro gare e salendo sul podio sette volte su otto gare in calendario. Il 22 giugno 2008, guidando una moto del Team Gabrielli, vinse a Vallelunga una gara della Coppa Italia 125 Sport, prima di esordire, l'anno successivo, nel motomondiale.

### Classe 125

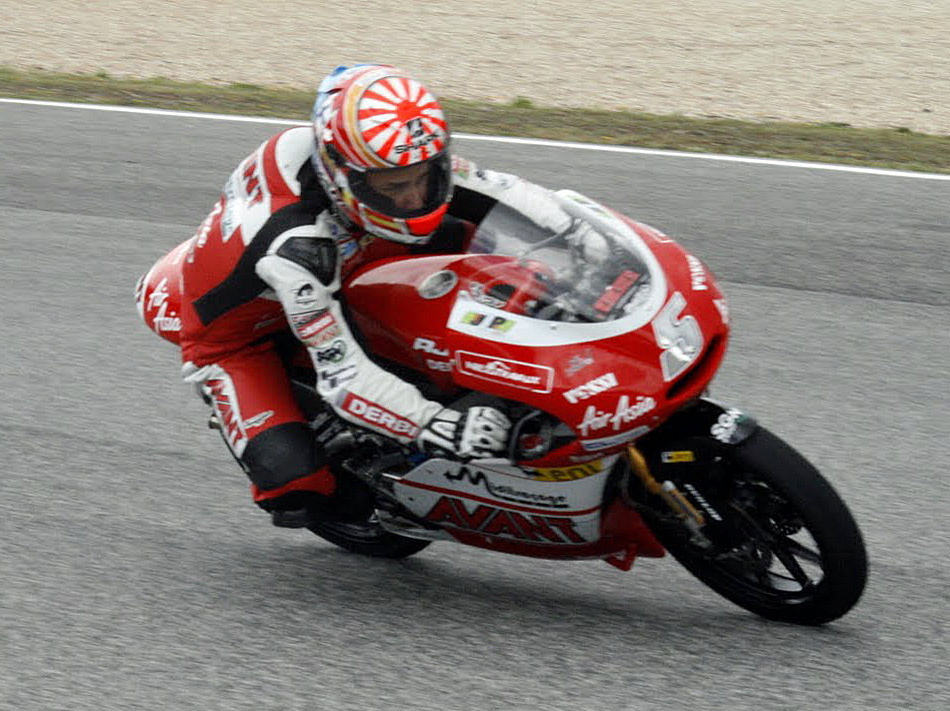
Zarco in classe 125 nel 2011.

Nel 2009 esordisce nella classe 125 del motomondiale con l'Aprilia RS 125 R del WTR San Marino Team, ottenendo come miglior risultato un sesto posto in Italia e terminando la stagione al 20º posto con 32,5 punti. Al termine della stagione partecipa alle ultime due gare del CEV, il campionato spagnolo, a Jerez e Valencia, correndo sempre con il team WTR San Marino, ma usando il numero 6. Conclude il campionato spagnolo all'8º posto con una vittoria (a Jerez) ed un secondo posto nella gara successiva. Nel 2010 corre per lo stesso team. Ottiene come miglior risultato un sesto posto in Germania e termina la stagione all'11º posto con 77 punti. Nel 2011 passa al team Avant-AirAsia-Ajo con una Derbi, con compagno di squadra Efrén Vázquez. Ottiene la sua prima vittoria nel contesto del motomondiale al GP del Giappone, cinque secondi posti (Gran Bretagna, Italia, Germania, Repubblica Ceca e San Marino), quattro terzi posti (Spagna, Portogallo, Australia e Australia) e quattro pole position (Italia, San Marino, Giappone e Australia) e termina la stagione al 2º posto con 262 punti.

### Moto2
Nel 2012 passa in Moto2, ingaggiato dal team JiR che gli affida una TSR 6 (marchiata ai fini del campionato costruttori come MotoBi). Ottiene come miglior risultato un quarto posto in Portogallo e termina la stagione al 10º posto con 95 punti. Nel 2013 passa al team Came Iodaracing Project, alla guida di una Suter MMX2. Ottiene due terzi posti (Italia e Gran Premio motociclistico della Comunità Valenciana) e termina la stagione al 9º posto con 141 punti. Nel 2014 passa al team Air Asia Caterham, alla guida di una Caterham Suter; il compagno di squadra è Josh Herrin. Ottiene quattro terzi posti (Catalogna, San Marino, Aragona e Comunità Valenciana) e una pole position in Gran Bretagna e termina la stagione al 6º posto con 146 punti.

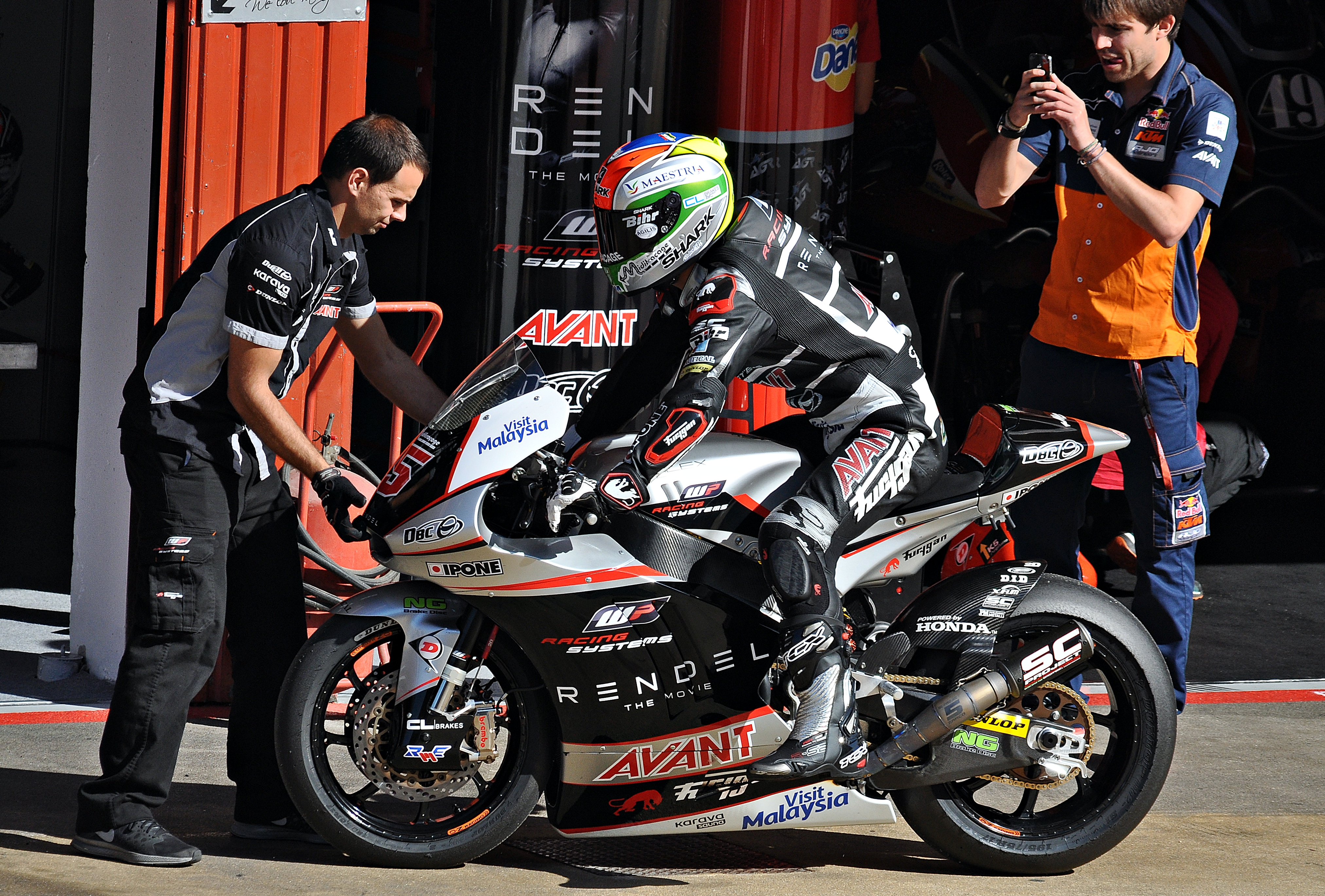
Zarco in Moto2 nel 2015.

Nel 2015 passa al team Ajo Motorsport alla guida di una Kalex Moto2. Ottiene otto vittorie (Argentina, Catalogna, Olanda, Repubblica Ceca, Gran Bretagna, San Marino, Giappone e Malesia), cinque secondi posti (Americhe, Spagna, Italia, Germania e Indianapolis) e sette pole position (Argentina, Catalogna, Olanda, Germania, Repubblica Ceca, San Marino e Giappone). Alla vigilia del GP del Giappone, a causa del forfait di Rabat, vince matematicamente il campionato del Mondo Moto2.
Nel 2016 rimane in Moto2, nello stesso team e con la stessa moto del 2015. Ottiene sette vittorie (Argentina, Italia, Catalogna, Germania, Austria, Malesia e Comunità Valenciana), due secondi posti (Olanda e Giappone), un terzo posto nel Gran Premio delle Americhe, sette pole position (Catalogna, Austria, Repubblica Ceca, San Marino, Giappone, Malesia e Comunità Valenciana) e 276 punti iridati. In Malesia si aggiudica il secondo titolo di fila nella classe Moto2 diventando il primo pilota a vincere per due volte il campionato in categoria. Diventa inoltre il primo pilota francese a vincere più di un campionato nel motomondiale.

### MotoGP

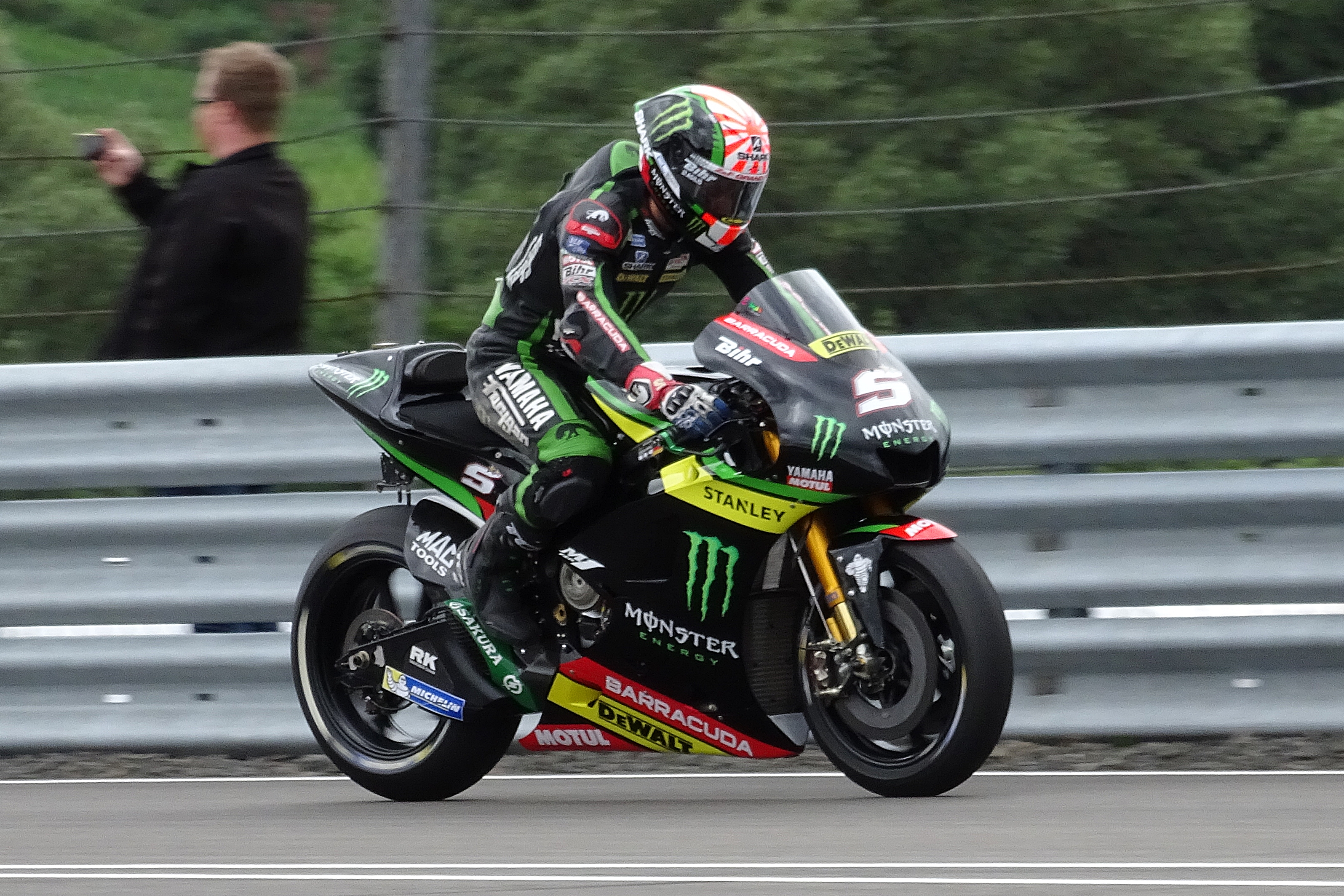
Zarco sulla Yamaha YZR-M1 del team Tech 3 durante il Gran Premio di Germania 2017.

Per la stagione 2017 firma un contratto annuale con la squadra Monster Yamaha Tech 3 dove trova, come compagno di squadra, il tedesco Jonas Folger, anch'egli proveniente dalla Moto2. Ottiene due secondi posti (Francia e Comunità Valenciana) e un terzo posto in Malesia. In Olanda e Giappone ottiene la pole position. Chiude la stagione al 6º posto con 174 punti. Nel 2018 rimane nello stesso team, con compagno di squadra Hafizh Syahrin. Ottiene due secondi posti (Argentina e Spagna), un terzo posto (in Malesia come l'anno prima) e due pole position in Qatar e in Francia e termina la stagione al 6º posto con 158 punti.
Per la stagione 2019 firma un contratto biennale con il team ufficiale KTM; il compagno di squadra è Pol Espargaró. Dopo una prima parte di stagione al di sotto delle aspettative, Zarco dichiara il 12 agosto la sua intenzione di interrompere il rapporto con la casa austriaca al termine della stagione, impegnandosi comunque a completare la stagione in corso. Tuttavia alla vigilia del GP d'Aragona, la KTM priva Zarco della moto in anticipo, sostituendolo con il collaudatore Mika Kallio. Viene ingaggiato a partire dal GP d'Australia per le ultime tre gare del mondiale dal Team LCR Honda per sostituire Takaaki Nakagami, dopo la decisione di quest'ultimo di operarsi dopo il GP del Giappone, per risolvere un infortunio alla spalla rimediato mesi addietro. Totalizza 30 punti, con un decimo posto in Catalogna come miglior risultato.
Nel 2020 corre con la Ducati Desmosedici del team Avintia Racing; il compagno di squadra è Esteve Rabat. Il 9 Agosto, nonostante un long lap penalty, ottiene il terzo posto al GP della Repubblica Ceca in gara dopo essere partito dalla pole position. Conclude la stagione al 13º posto con 77 punti.

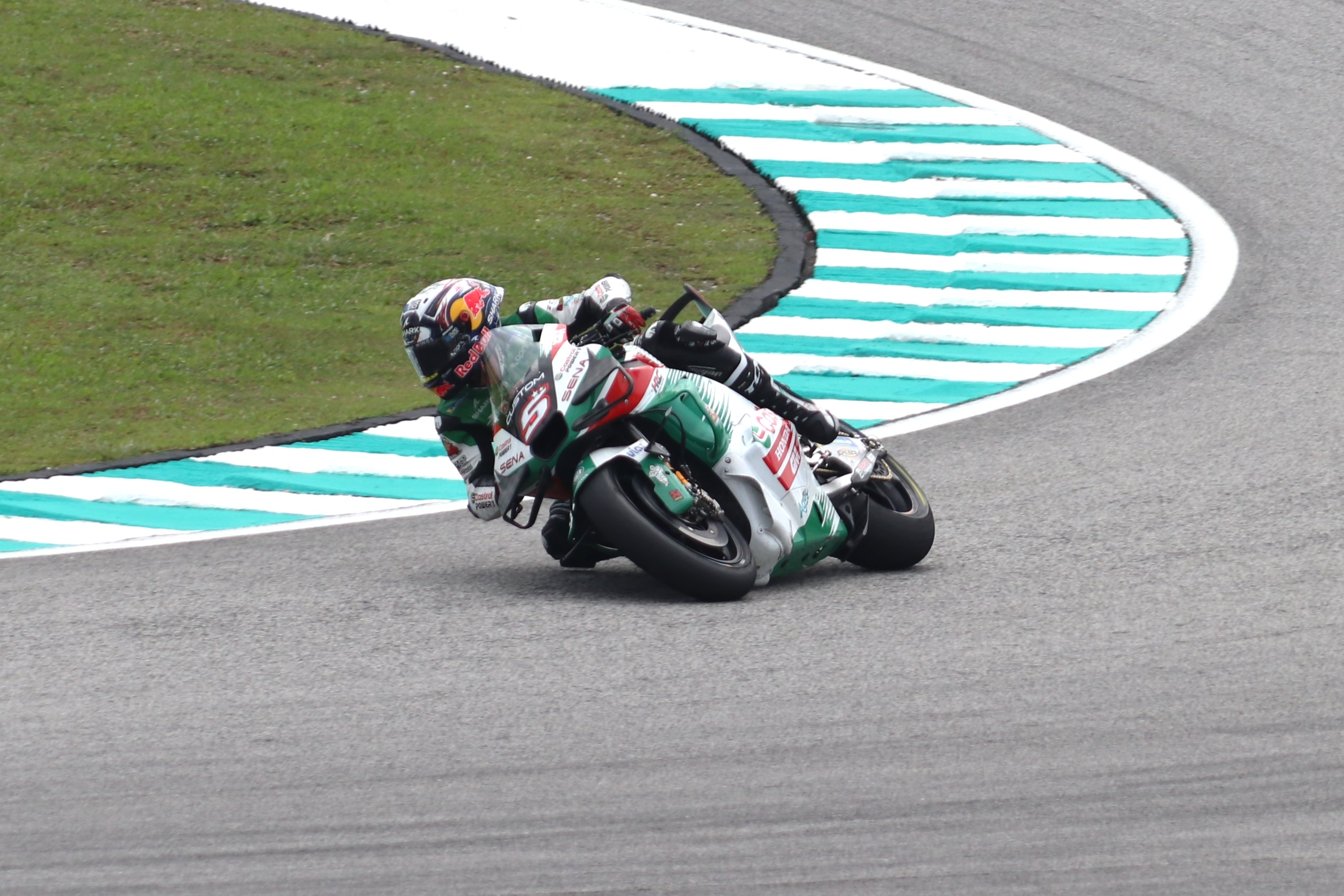
Zarco sulla Honda RC213V del Team LCR durante il Gran Premio della Malesia 2024.

Nel 2021 corre con la Ducati del team Pramac Racing; il compagno di squadra è Jorge Martín. Ottiene quattro secondi posti (Qatar, Doha, Francia e Catalogna) e una pole position in Germania. Chiude la stagione al quinto posto con 173 punti risultando inoltre il miglior classificato tra i piloti dei team indipendenti. Nel 2022 gareggia con lo stesso Team e compagno di squadra della stagione precedente. Fa segnare un'altra pole position (al Gran Premio del Portogallo) e sale quattro volte sul podio classificandosi all'ottavo posto. Nel 2023 chiude in quinta posizione nel campionato con 225 punti, riuscendo, dopo sei stagioni, a vincere una gara di MotoGP nel weekend del GP d'Australia quando, dopo essersi qualificato 5º al sabato, riesce nella stessa giornata, a causa di previsioni meteo avverse, a vincere in rimonta, sorpassando il compagno Martín al penultimo giro.
Per la stagione 2024, passa al Team LCR di Lucio Cecchinello con Takaaki Nakagami come compagno di squadra. La stagione si rivela difficile per il pilota francese, complici le difficoltà delle Honda, riuscendo comunque a concludere il campionato in diciassettesima posizione: davanti a tutti i compagni di marca.

## Risultati nel motomondiale
| 2009 | Classe | Moto    |    |     |    |     |   |    |    |    |    |    |    |    |    |   |    |     |    |  |  |  |  |  | Punti | Pos. |
| ---- | ------ | ------- | -- | --- | -- | --- | - | -- | -- | -- | -- | -- | -- | -- | -- | - | -- | --- | -- |  |  |  |  |  | ----- | ---- |
| 2009 | 125    | Aprilia | 15 | Rit | 13 | Rit | 6 | 13 | 21 | NE | 23 | 13 | 11 | 23 | 16 | 9 | 16 | Rit | 15 |  |  |  |  |  | 32,5  | 20º  |

| 2010 | Classe | Moto    |    |   |    |   |   |    |   |   |    |    |    |    |    |    |    |     |     |     |  |  |  |  | Punti | Pos. |
| ---- | ------ | ------- | -- | - | -- | - | - | -- | - | - | -- | -- | -- | -- | -- | -- | -- | --- | --- | --- |  |  |  |  | ----- | ---- |
| 2010 | 125    | Aprilia | 12 | 7 | 11 | 9 | 8 | 12 | 8 | 6 | NE | 19 | 13 | 12 | 12 | 10 | 11 | Rit | Rit | Rit |  |  |  |  | 77    | 11º  |

| 2011 | Classe | Moto  |   |   |   |   |   |   |   |   |   |    |   |   |   |   |   |   |   |     |  |  |  |  | Punti | Pos. |
| ---- | ------ | ----- | - | - | - | - | - | - | - | - | - | -- | - | - | - | - | - | - | - | --- |  |  |  |  | ----- | ---- |
| 2011 | 125    | Derbi | 6 | 3 | 3 | 5 | 6 | 2 | 5 | 2 | 2 | NE | 2 | 5 | 2 | 2 | 1 | 3 | 3 | Rit |  |  |  |  | 262   | 2º   |

| 2012 | Classe | Moto   |    |    |   |     |    |     |   |    |    |    |    |   |    |   |   |     |   |     |  |  |  |  | Punti | Pos. |
| ---- | ------ | ------ | -- | -- | - | --- | -- | --- | - | -- | -- | -- | -- | - | -- | - | - | --- | - | --- |  |  |  |  | ----- | ---- |
| 2012 | Moto2  | MotoBi | 12 | 10 | 4 | Rit | 11 | Rit | 8 | 11 | 10 | NE | 12 | 7 | 10 | 6 | 8 | Rit | 5 | Rit |  |  |  |  | 95    | 10º  |

| 2013 | Classe | Moto  |    |   |    |   |   |   |   |    |    |   |   |   |   |   |   |     |     |   |  |  |  |  | Punti | Pos. |
| ---- | ------ | ----- | -- | - | -- | - | - | - | - | -- | -- | - | - | - | - | - | - | --- | --- | - |  |  |  |  | ----- | ---- |
| 2013 | Moto2  | Suter | 12 | 6 | 12 | 5 | 3 | 7 | 6 | 11 | NE | 8 | 5 | 7 | 7 | 7 | 6 | Rit | Rit | 3 |  |  |  |  | 141   | 9º   |

| 2014 | Classe | Moto           |    |     |    |   |     |   |   |   |     |    |   |   |   |   |   |     |   |   |  |  |  |  | Punti | Pos. |
| ---- | ------ | -------------- | -- | --- | -- | - | --- | - | - | - | --- | -- | - | - | - | - | - | --- | - | - |  |  |  |  | ----- | ---- |
| 2014 | Moto2  | Caterham Suter | 23 | Rit | 18 | 8 | Rit | 7 | 3 | 4 | Rit | 10 | 9 | 4 | 3 | 3 | 4 | Rit | 4 | 3 |  |  |  |  | 146   | 6º   |

| 2015 | Classe | Moto  |   |   |   |   |   |   |   |   |   |   |   |   |   |   |   |   |   |   |  |  |  |  | Punti | Pos. |
| ---- | ------ | ----- | - | - | - | - | - | - | - | - | - | - | - | - | - | - | - | - | - | - |  |  |  |  | ----- | ---- |
| 2015 | Moto2  | Kalex | 8 | 2 | 1 | 2 | 3 | 2 | 1 | 1 | 2 | 2 | 1 | 1 | 1 | 6 | 1 | 7 | 1 | 7 |  |  |  |  | 352   | 1º   |

| 2016 | Classe | Moto  |    |   |   |   |    |   |   |   |   |   |    |    |   |   |   |    |   |   |  |  |  |  | Punti | Pos. |
| ---- | ------ | ----- | -- | - | - | - | -- | - | - | - | - | - | -- | -- | - | - | - | -- | - | - |  |  |  |  | ----- | ---- |
| 2016 | Moto2  | Kalex | 12 | 1 | 3 | 5 | 24 | 1 | 1 | 2 | 1 | 1 | 11 | 22 | 4 | 8 | 2 | 12 | 1 | 1 |  |  |  |  | 276   | 1º   |

| 2017 | Classe | Moto   |     |   |   |   |   |   |   |    |   |    |   |   |    |   |   |   |   |   |  |  |  |  | Punti | Pos. |
| ---- | ------ | ------ | --- | - | - | - | - | - | - | -- | - | -- | - | - | -- | - | - | - | - | - |  |  |  |  | ----- | ---- |
| 2017 | MotoGP | Yamaha | Rit | 5 | 5 | 4 | 2 | 7 | 5 | 14 | 9 | 12 | 5 | 6 | 15 | 9 | 8 | 4 | 3 | 2 |  |  |  |  | 174   | 6º   |

| 2018 | Classe | Moto   |   |   |   |   |     |    |   |   |   |   |   |    |    |    |   |   |     |   |   |  |  |  | Punti | Pos. |
| ---- | ------ | ------ | - | - | - | - | --- | -- | - | - | - | - | - | -- | -- | -- | - | - | --- | - | - |  |  |  | ----- | ---- |
| 2018 | MotoGP | Yamaha | 8 | 2 | 6 | 2 | Rit | 10 | 7 | 8 | 9 | 7 | 9 | AN | 10 | 14 | 5 | 6 | Rit | 3 | 7 |  |  |  | 158   | 6º   |

| 2019 | Classe | Moto        |    |    |    |    |    |    |    |     |     |    |    |     |    |  |  |  |    |     |     |  |  |  | Punti | Pos. |
| ---- | ------ | ----------- | -- | -- | -- | -- | -- | -- | -- | --- | --- | -- | -- | --- | -- |  |  |  | -- | --- | --- |  |  |  | ----- | ---- |
| 2019 | MotoGP | KTM e Honda | 15 | 15 | 13 | 14 | 13 | 17 | 10 | Rit | Rit | 14 | 12 | Rit | 11 |  |  |  | 13 | Rit | Rit |  |  |  | 30    | 18º  |

| 2020 | Classe | Moto   |    |    |   |   |     |    |    |    |     |   |    |   |   |     |    |  |  |  |  |  |  |  | Punti | Pos. |
| ---- | ------ | ------ | -- | -- | - | - | --- | -- | -- | -- | --- | - | -- | - | - | --- | -- |  |  |  |  |  |  |  | ----- | ---- |
| 2020 | MotoGP | Ducati | NE | 11 | 9 | 3 | Rit | 14 | 15 | 11 | Rit | 5 | 10 | 5 | 9 | Rit | 10 |  |  |  |  |  |  |  | 77    | 13º  |

| 2021 | Classe | Moto   |   |   |     |   |   |   |   |   |   |   |     |    |    |    |     |   |   |   |  |  |  |  | Punti | Pos. |
| ---- | ------ | ------ | - | - | --- | - | - | - | - | - | - | - | --- | -- | -- | -- | --- | - | - | - |  |  |  |  | ----- | ---- |
| 2021 | MotoGP | Ducati | 2 | 2 | Rit | 8 | 2 | 4 | 2 | 8 | 4 | 6 | Rit | 11 | 17 | 12 | Rit | 5 | 5 | 6 |  |  |  |  | 173   | 5º   |

| 2022 | Classe | Moto   |   |   |     |   |   |     |   |   |   |   |    |     |   |     |   |    |   |   |   |     |  |  | Punti | Pos. |
| ---- | ------ | ------ | - | - | --- | - | - | --- | - | - | - | - | -- | --- | - | --- | - | -- | - | - | - | --- |  |  | ----- | ---- |
| 2022 | MotoGP | Ducati | 8 | 3 | Rit | 9 | 2 | Rit | 5 | 4 | 3 | 2 | 13 | Rit | 5 | Rit | 8 | 11 | 4 | 8 | 9 | Rit |  |  | 166   | 8º   |

| 2023 | Classe | Moto   |    |   |   |      |    |    |    |     |    |    |    |    |   |      |     |   |     |     |    |    |  |  | Punti | Pos. |
| ---- | ------ | ------ | -- | - | - | ---- | -- | -- | -- | --- | -- | -- | -- | -- | - | ---- | --- | - | --- | --- | -- | -- |  |  | ----- | ---- |
| 2023 | MotoGP | Ducati | 48 | 2 | 7 | Rit8 | 36 | 34 | 35 | Rit | 94 | 13 | 48 | 10 | 6 | Rit5 | Rit | 1 | 109 | 128 | 12 | 29 |  |  | 225   | 5º   |

| 2024 | Classe | Moto  |    |    |     |     |    |    |    |    |    |    |    |    |    |    |    |    |    |   |    |    |  |  | Punti | Pos. |
| ---- | ------ | ----- | -- | -- | --- | --- | -- | -- | -- | -- | -- | -- | -- | -- | -- | -- | -- | -- | -- | - | -- | -- |  |  | ----- | ---- |
| 2024 | MotoGP | Honda | 12 | 15 | Rit | Rit | 12 | 16 | 19 | 13 | 17 | 14 | 21 | 13 | 12 | 15 | 98 | 11 | 12 | 8 | 11 | 14 |  |  | 55    | 17º  |

| 2025 | Classe | Moto  |   |    |    |   |    |    |    |     |     |    |      |     |     |  |  |  |  |  |  |  |  |  | Punti | Pos. |
| ---- | ------ | ----- | - | -- | -- | - | -- | -- | -- | --- | --- | -- | ---- | --- | --- |  |  |  |  |  |  |  |  |  | ----- | ---- |
| 2025 | MotoGP | Honda | 7 | 64 | 17 | 4 | 11 | 16 | 25 | Rit | Rit | 12 | Rit7 | 138 | 129 |  |  |  |  |  |  |  |  |  | 114   |      |

| Legenda | 1º posto        | 2º posto            | 3º posto            | A punti      | Senza punti        | Grassetto – Pole position Corsivo – Giro più veloce |
| Legenda | Gara non valida | Non qual./Non part. | Ritirato/Non class. | Squalificato | '-' Dato non disp. | Grassetto – Pole position Corsivo – Giro più veloce |